# Bradly Knipe
Bradley Knipe (né le 11 décembre 1998 à Invercargill) est un coureur cycliste néo-zélandais, spécialiste de la piste.

## Biographie
En 2014, Bradly Knipe se classe troisième du kilomètre contre-la-montre aux championnats d'Océanie sur piste juniors (moins de 19 ans). Aux mondiaux sur piste juniors de 2016, il décroche le titre de champion du monde de vitesse et l'argent sur le kilomètre.
Aux championnats d'Océanie de 2016 et 2017, il est deux fois médaillé d'argent sur le kilomètre, avant de décrocher la médaille d'or en 2018. Il a également participé à deux manches de la Coupe du monde de cyclisme sur piste à Glasgow et à Apeldoorn . En 2018, il a remporté deux médailles aux Championnats d'Océanie. Il est également champion de Nouvelle-Zélande de vitesse par équipes en 2019 et 2022. En juillet 2022, il est médaillé de bronze de la vitesse par équipes aux Jeux du Commonwealth.

## Palmarès sur piste

### Championnats du monde
| Édition / Épreuve    | Kilomètre | Vitesse individuelle |
| Aigle 2016 (juniors) | Argent    | Or                   |
| Apeldoorn 2018       | 20e       |                      |

### Jeux du Commonwealth
| Édition / Épreuve | Vitesse par équipes |
| Birmingham 2022   | Bronze              |

### Championnats d'Océanie
| Édition / Épreuve       | Kilomètre | Vitesse par équipes |
| Adélaïde 2014 (juniors) | Bronze    |                     |
| Melbourne 2016          | Argent    |                     |
| Cambridge 2017          | Argent    | Bronze              |
| Adélaïde 2018           | Or        |                     |
| Invercargill 2019       |           | Bronze              |
| Brisbane 2022           |           | Argent              |

### Championnats nationaux
- Champion de Nouvelle-Zélande de keirin juniors en 2015 et 2016
- Champion de Nouvelle-Zélande de vitesse par équipes juniors en 2015 et 2016
- Champion de Nouvelle-Zélande du kilomètre juniors en 2016
- Champion de Nouvelle-Zélande de vitesse juniors en 2016
- Champion de Nouvelle-Zélande de vitesse par équipes en 2019 et 2022